# Roman Kołtoń
Roman Kołtoń (ur. 12 stycznia 1970 w Złotoryi) – polski dziennikarz, komentator sportowy i youtuber.

## Życiorys
Podjął studia prawnicze we Wrocławiu, które ukończył na Wydziale Prawa i Administracji Uniwersytetu Warszawskiego. Od 1988 współpracował z tygodnikiem „Piłka Nożna”. W latach 1990–1991 był dziennikarzem „Dziennika Dolnośląskiego”, specjalizującym się w tematyce piłkarskiej. Od 1990 pracował w „Przeglądzie Sportowym”, którego w latach 2004–2007 był redaktorem naczelnym. Jako komentator pracował od 1995 w Canal+ i od 2000 w Polsacie Sport. Od marca 2018 autor i prowadzący youtubowego kanału Prawda Futbolu. W lutym 2020 poinformował o swoim odejściu z Polsatu. Od tego czasu nadal pojawia się na antenach Polsatu jako gość.
W karierze dziennikarskiej relacjonował trzy mundiale: w 1998 we Francji jako korespondent „Przeglądu Sportowego”, w 2002 w Korei i Japonii i  2006 w Niemczech jako komentator Polsatu Sport. Dla Polsatu Sport komentował mecze EURO 2008 w Austrii/Szwajcarii, a także pięć finałów Ligi Mistrzów. Występował jako ekspert w programach publicystycznych (m.in. SuperGol, Piłkarski Salon, Studio Futbol, 2 × 45), a obecnie jest ekspertem w programie Cafe Futbol. Jest specjalistą od Bundesligi. Od 1995 jest współpracownikiem niemieckiego magazynu sportowego „Kicker”. Od września 2008 jest felietonistą działu sportowego portalu Interia.pl.
W latach 2012–2021 zasiadał w Komisji ds. Mediów i Marketingu Polskiego Związku Piłki Nożnej.
W młodości był bramkarzem Górnika Złotoryja. Aktualnie gra na bramce w Reprezentacji Polskich Pisarzy. Razem z Mateuszem Borkiem, swoim partnerem z telewizji był komentatorem w komputerowej symulacji piłki nożnej Pro Evolution Soccer 6.
Jest jednym z ekspertów firmy bukmacherskiej ETOTO, występującym w jej programach i innych działaniach reklamowych.

## Publikacje
- Prawda o Reprezentacji. Korea i nie tylko... (wyd. Zysk i S-ka, 2003) ISBN 9788381160322
- Żądza piłkarskiego pieniądza (wyd. Zysk i S-ka, 2005)
- Biało-czerwone mundiale – pod redakcją Romana Kołtonia (wyd. Zysk i S-ka, 2006)
- Prawda o Reprezentacji. Janas i Beenhakker (wyd. Zysk i S-ka, 2007)
- Mundial życia – Deyna, czyli obcy (wyd. Zysk i S-ka, 2014)
- Od euro do mundialu. Prawda o reprezentacji (wyd. Zysk i S-ka, 2017)
- Zibi, czyli Boniek (wyd. Zysk i S-ka, 2020) ISBN 9788381167819